# タラノア対話
タラノア対話（Talanoa dialogue）は、2018年にポーランドで開催された第24回気候変動枠組条約締約国会議（COP24）において、実施される促進的対話。「タラノア」は意思決定の透明性を意味するフィジー語である。

## 意義と論点
2020年にスタートすることになっているパリ協定では前進性の原則に基づき5年サイクルで「グローバル・ストックテイク」と呼ばれる世界全体の進捗状況の確認作業が実施される。パリ協定のもとでの最初のグローバル・ストックテイクは2023年に実施されるが、多くの国やNGOの主張により、それに先駆けて2018年から世界全体の進捗確認の機会が促進的対話（Facilitative Dialogue）として設けられることになった。
2017年の気候変動枠組条約第23回締約国会議（COP23）では、2018年にタラノア対話を開催することを決定し、現状での温室効果ガス排出量の確認、2020年以降の各国・各地域での排出削減目標の検証、削減方法の検討などを協議し情報共有を目指すことになった。

## 環境省ポータルサイト
- 日本版タラノア対話の特設ページ「タラノアJAPAN - 未来を拓く、あなたの温暖化対策　優良事例ポータル -」
- タラノアJAPAN公式フェイスブックページ
- タラノアJAPAN公式ツイッターアカウント